# 勝源院の逆ガシワ

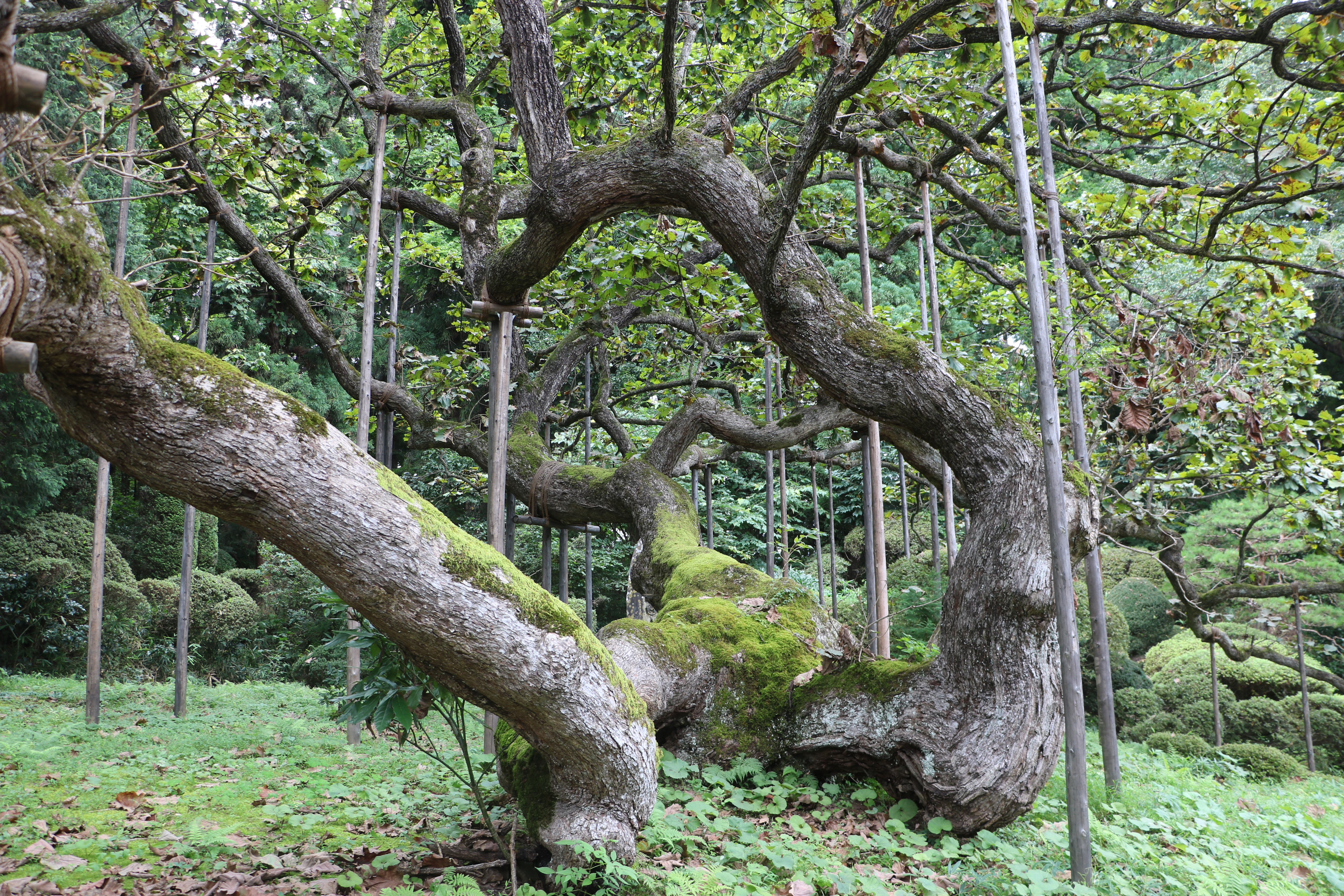
勝源院の逆ガシワ。2022年9月8日撮影。

勝源院の逆ガシワ（しょうげんいんのさかさガシワ）は、岩手県紫波郡紫波町日詰に所在する曹洞宗寺院、勝源院の境内に生育する国の天然記念物に指定されたカシワの巨樹である。
カシワ（柏、槲、檞、学名: Quercus dentata）は、主幹が樹高 20 m（メートル）以上の高さに直立するブナ科の落葉広葉樹で、日本国内各所に普遍的に生育する、ありふれた樹種であるが、勝源院の逆ガシワは通常のカシワと形状が大きく異なり、根本付近から4本に分かれた支幹が、それぞれ地面をのたうち回り這うように屈曲して四方へ伸びている。
根元周辺の地表面に枝が張り出して四方へ広がり、まるで枝と根が上下に反転したように見えるため、古くより「逆ガシワ」の名前で呼ばれており、一見するとカシワとは思えないような奇異な樹形をし、別名「みだれカシワ」とも呼ばれている。
このような特異な成長を遂げた点が天然記念物の指定要因であり、指定時期としては比較的初期の、1929年（昭和4年）12月17日に国の天然記念物に指定された。本樹以外の国の天然記念物に指定されたカシワには、かつて山梨県南アルプス市に生育していた「甲西の大カシワ」があったが、強風による倒伏で枯死したため指定が解除されており、国の天然記念物に指定されたカシワは「勝源院の逆ガシワ」が唯一の指定物件である。

## 解説

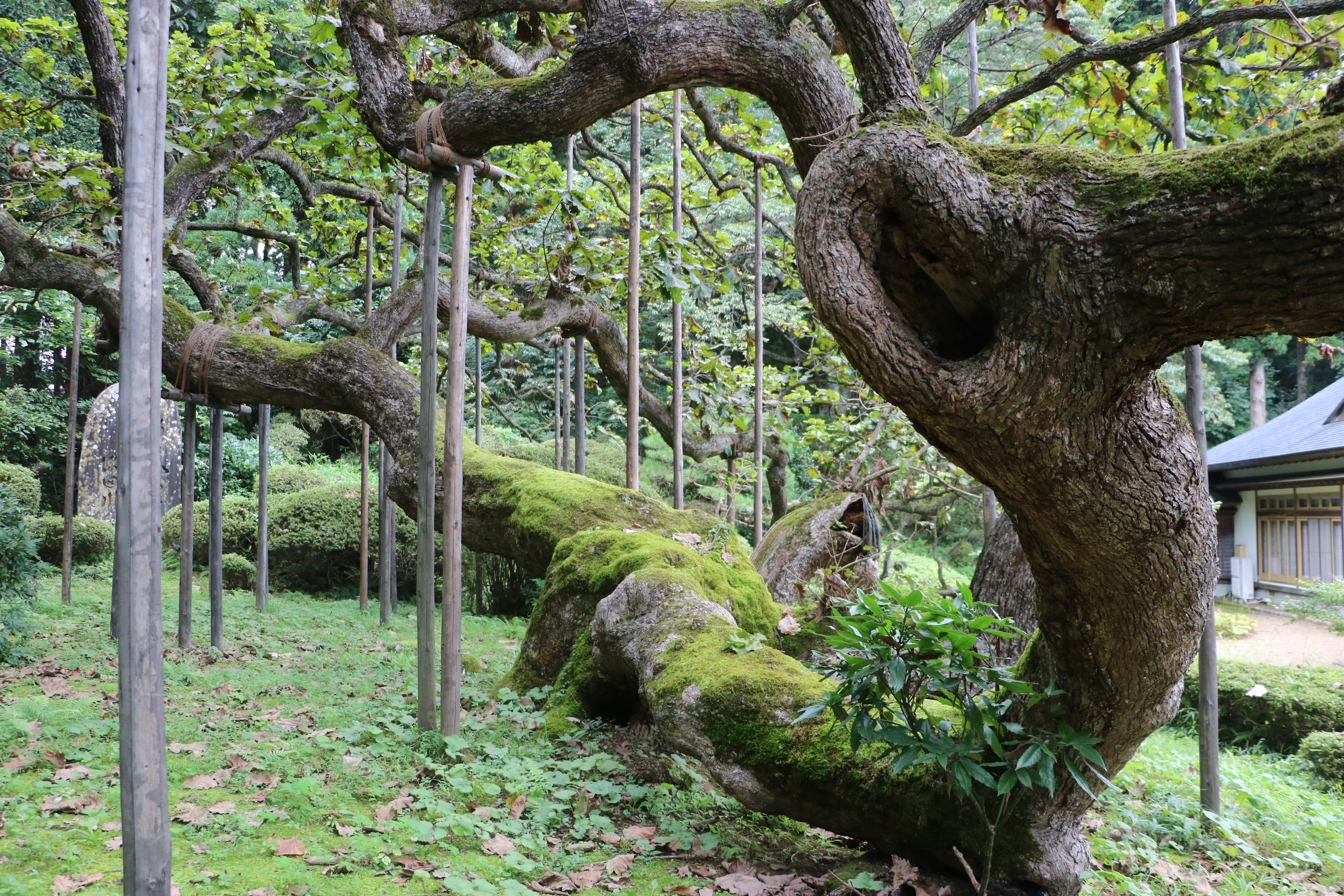
カシワとは思えない奇怪な樹形。2022年9月8日撮影。

勝源院の逆ガシワは、岩手県のほぼ中央に位置する紫波郡紫波町の中心部を南北に走る国道4号（日詰バイパス）西側に面した、勝源院（曹洞宗）本堂の裏側にある庭園、方丈の庭に生育する巨樹で、四方に広がる巨大な枝張りは方丈の庭の大部分を占めている。通常のカシワは主幹が直立して樹高20 m 以上になるのが一般的であるが、勝源院の逆さガシワは地上から出た主幹がすぐに4本の太い支幹に分かれ、4本いずれも地上を這うように屈折しながら伸びて立ち上がるという奇妙な樹形を持つ。
この樹形は人為的なものではなく、このカシワ固有の性質によるものと考えられており、日本の天然記念物の制度制定に大きくかかわった植物学者の三好学（東京帝國大学教授）により、1922年（大正11年）に調査が行われ、1929年（昭和4年）12月17日に国の天然記念物に指定された。
1983年（昭和58年）の計測では 4.5 mもある巨大な根回りを持っており、地上約60 cm（センチメートル）の高さで4つの幹に分岐し、この分岐部分の4つの支幹の、つけ根の幹囲はそれぞれ、2.07 m、2.01 m、2.01 m、1.97 m であった。地上を這い広がる枝は鋭く屈曲しており、下方には角張って突出し瘤状を成している個所がある。このように複雑に屈曲しているため、正確な枝張りは測定できないが、4本の長さはそれぞれ、東南方向に伸びる支幹は約11 m、東方向に伸びる支幹は約10 m、西方向に伸びる支幹は約22 m、北方向に伸びる支幹は約10 m であった。紫波町教育委員会が現地に設置した解説板によれば、樹木全体の枝張りは、根元を中心にして東西方向に約21.8 m、南北方向に約27.7 m、樹高約12.2 m である。
樹齢は300年前後と推定されているが、寺伝によれば前九年の役に勝利した源頼義と源義家親子が、戦没者の霊を弔うために、この地に庵を建て、源氏が勝利したという意味を込め「源勝庵」と名付け、庭にカシワを植えたという。これが勝源院と逆さガシワの由来であるといい、この伝説から樹齢が700年とも言われている。
いずれにしてもカシワとしては稀に見る老木であり、数次の台風の強風被害により、枝の一部が破折したり、腐朽による空洞も一部にみられるが、所有者である勝源院の管理が行き届いており、樹木全体としての樹勢はきわめて旺盛である。

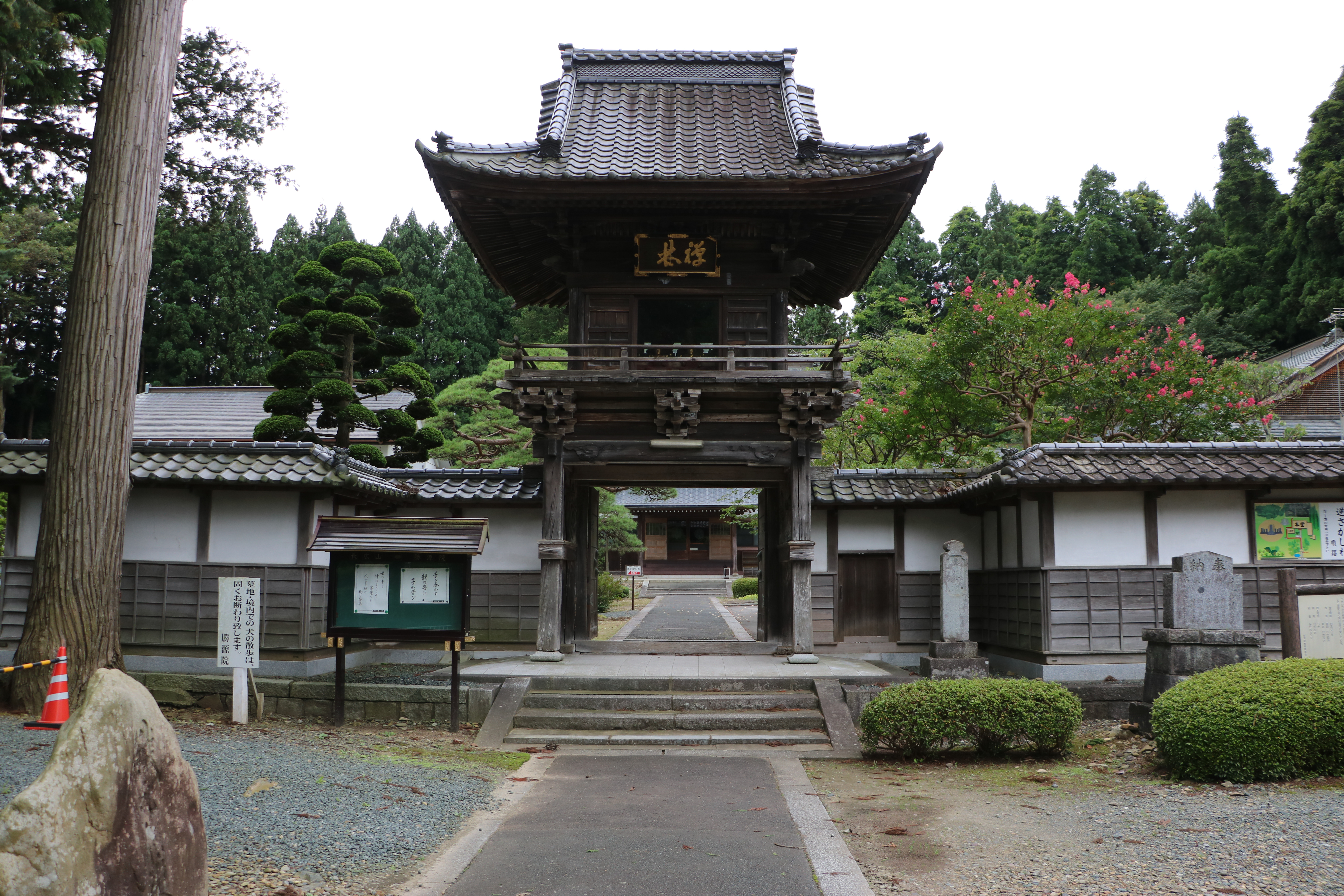
勝源院山門。2022年9月8日撮影。
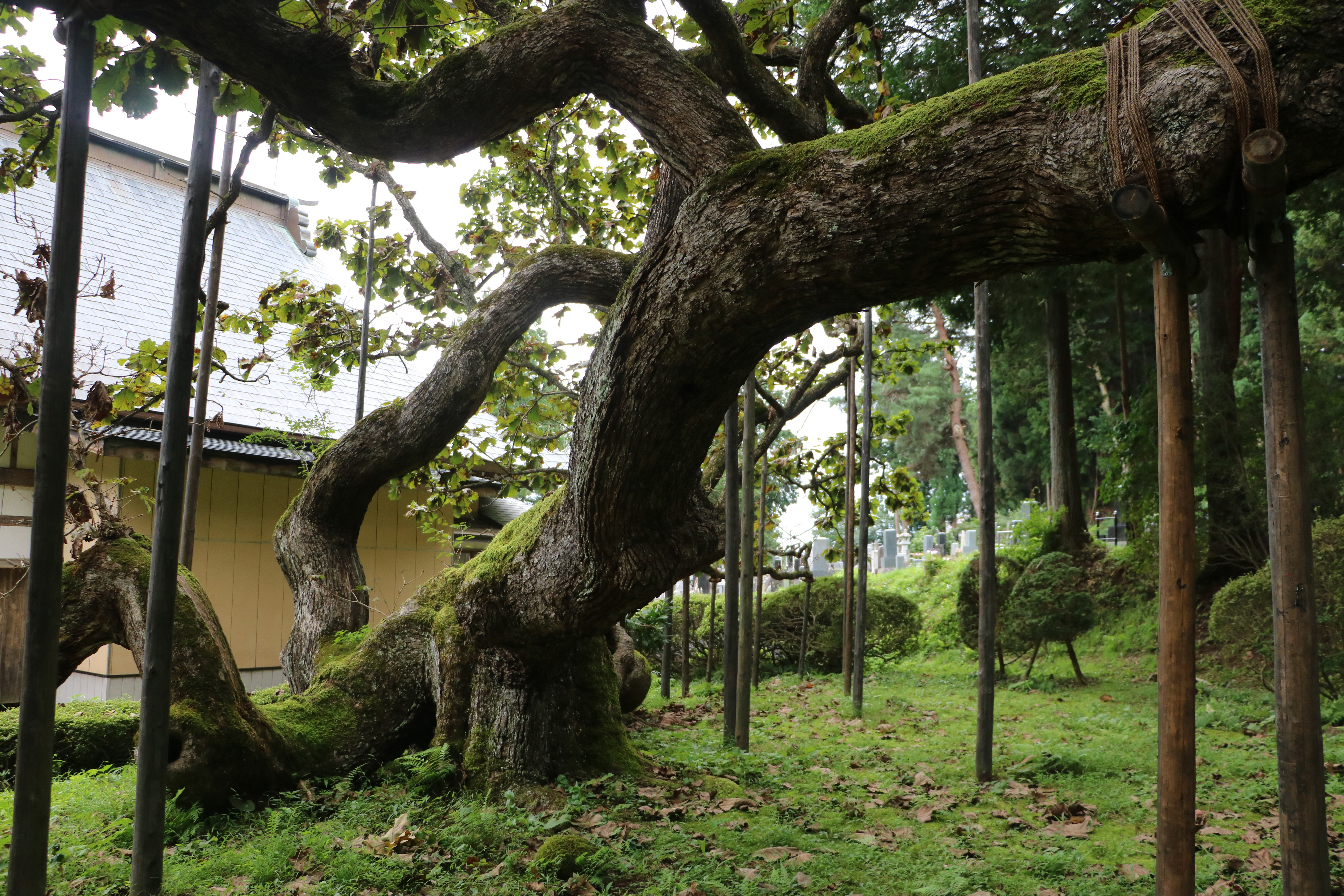
勝源院本堂に隣接して生育する。2022年9月8日撮影。
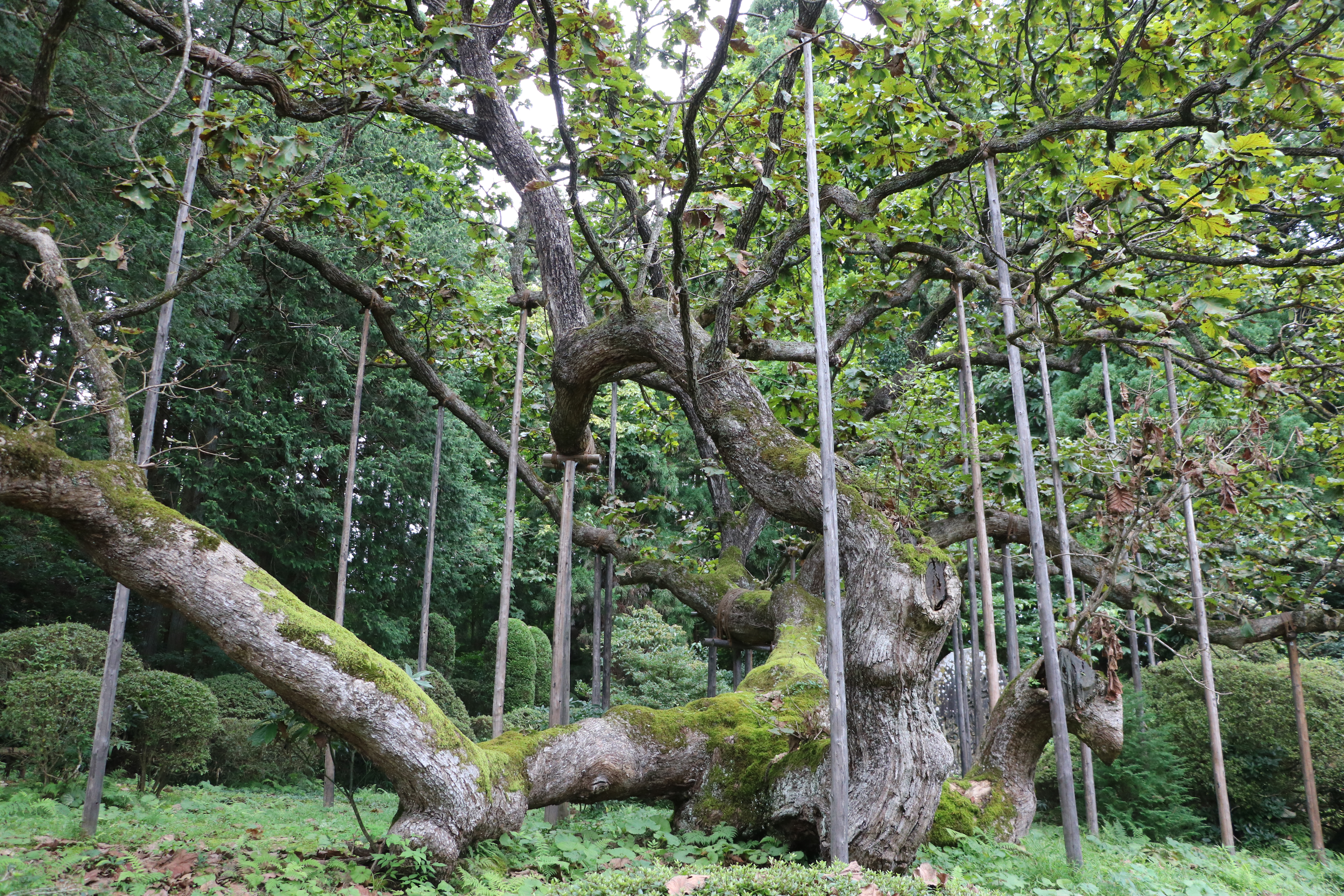
勝源院本堂側より。2022年9月8日撮影。
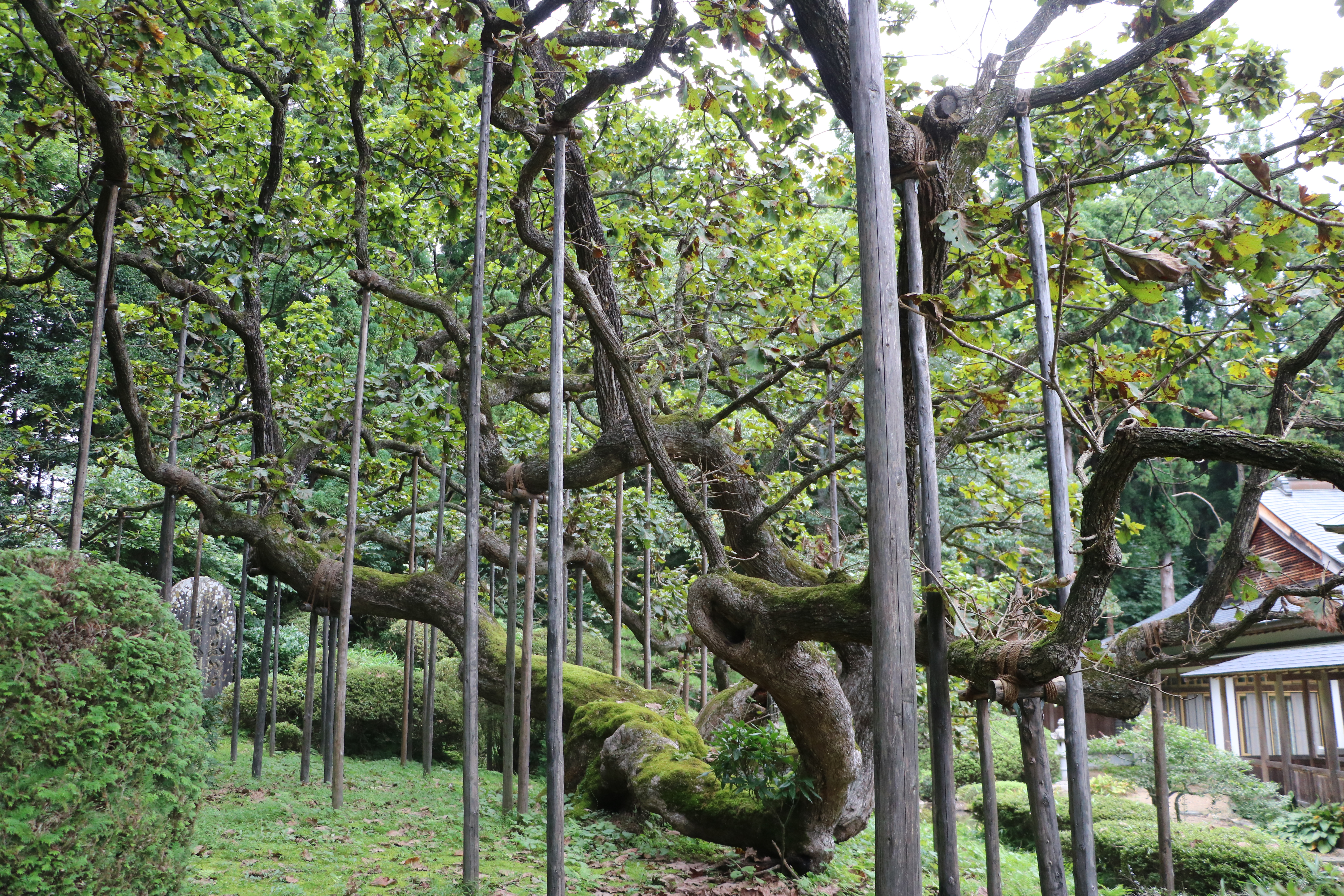
逆ガシワ全景。2022年9月8日撮影。

## 交通アクセス
所在地
- 岩手県紫波郡紫波町日詰字朝日田273[12]。

交通
- 東日本旅客鉄道（JR東日本）東北本線紫波中央駅下車。徒歩約20分[12]。
- 東北自動車道紫波インターチェンジより車で約8分[12]。